# Semidalis flinti
Semidalis flinti is een insect uit de familie van de dwerggaasvliegen (Coniopterygidae), die tot de orde netvleugeligen (Neuroptera) behoort. 
De wetenschappelijke naam Semidalis flinti is voor het eerst geldig gepubliceerd door Meinander in 1972.